# 厄林 (愛荷華州)
厄林（英語：Earling）是一個位於美國愛荷華州謝爾比縣的城市。

## 地理
厄林的座標為41°46′30″N 95°25′07″W / 41.77500°N 95.41861°W，而該地的平均海拔高度為409米（即1342英尺）。

## 人口
根據2010年美國人口普查的數據，厄林的面積為1.55平方千米，當中陸地面積為1.55平方千米，而水域面積為0.00平方千米。當地共有人口437人，而人口密度為每平方千米281人。